# 8596 Альхата
8596 Альхата (1298 T-2, 1980 WK3, 8596 Alchata) — астероїд головного поясу.
Тіссеранів параметр щодо Юпітера — 3,639.